# Mnesarete fulgida
Mnesarete fulgida là loài chuồn chuồn trong họ Calopterygidae. Loài này được Selys mô tả khoa học đầu tiên năm 1879.